# Current 93
Current 93 è un gruppo musicale britannico fondato nel 1982 da David Tibet.

## Storia

### Inizi e periodo industrial
Il gruppo venne fondato nel 1982 da David Tibet, che, dopo aver lasciato gli Psychic TV, ne è stato il solo componente fisso. Gli altri principali partecipanti furono Steve Stapleton, John Balance e Fritz Haaman. Nacque come progetto di musica industriale. Con i Current 93 nacque il concetto di industrial esoterico, in quanto i loro testi attingevano principalmente dalla dottrina dell'occultista britannico Aleister Crowley. Il nome del gruppo rimanda a The 93rd Current, definizione della religione Thelema.
Nel 1984 uscirono gli album Nature Unveiled e Dogs Blood Rising i quali raggiunsero molta fama, grazie a un sound claustrofobico ed espressionista, caratterizzato dall'utilizzo di canti religiosi rimaneggiati, percussioni industrial, voci infernali e sinfonismi in loop.  La struttura di questi album prevede canti gregoriani mixati ad elementi di rumorismo. All’epoca il gruppo godeva di una fama sinistra ed i suoi membri erano bollati come satanisti. L'album successivo fu Live at Bar Maldoror il quale contiene brani remixati dai due album precedenti; nel 1986 uscì In Menstrual Night, in cui il gruppo si allontanò dall'industrial per approdare ad un ambient e ad un'elettronica più sperimentale. Nel 1987 fu pubblicato Dawn, che segnò il ritorno alle sonorità di inizio carriera.

### Il periodo di transizione
A seguito di un periodo di grave malattia di David Tibet, il gruppo pubblicò nel 1987 Imperium, che ebbe molta notorietà grazie alle manipolazioni elettroniche di Steven Stapleton, le linee di chitarra folk di Douglas P. e al cantato non più campionato di David Tibet. L'album è caratterizzato da sonorità folk che caratterizzeranno i lavori successivi, ma anche per le tematiche affrontate: vengono abbandonate le dottrine thelemiche e sataniche degli esordi per allacciarsi a tematiche proprie della religione cristiana.
Nel 1988 fu pubblicato il primo disco folk apocalittico dei Current 93, Swastikas For Goddy, il quale fu uno dei primi album del genere insieme a Brown Book dei Death In June. Musicalmente il lavoro si allontana dagli sperimentalismi elettronici del passato per focalizzarsi più su sonorità bucoliche, tradizionali e folk; le tematiche dell'album rimangono ancorate alle dottrine esoteriche. Secondo il parere di critica e fan, questo lavoro resta a tutt'oggi uno dei meno riusciti del gruppo, in quanto le sonorità risultano ancora acerbe, e non sono chiare le derive musicali che intende intraprendere il gruppo. L'album verrà riprodotto in versione riveduta e corretta nel 1989 sotto il nome di Crooked Crosses for the Nodding God.

### Gli album folk degli anni novanta
Nel 1991 uscì Island, un disco prodotto insieme all'islandese HÖH e in cui figura tra gli ospiti anche una giovanissima Björk. Musicalmente l'album si muove verso coordinate vicine alla musica elettronica e new age.
I Current 93 pubblicarono nel 1992 Thunder Perfect Mind, un album dalla durata di quasi ottanta minuti, contraddistinto dall'uso della chitarra acustica di Cashmore (da qui in avanti Douglas P. abbandonò il progetto), dalle manipolazioni elettroniche di Stapleton e dalle linee vocali di Rose McDowall, oltre che dalle interpretazioni di Tibet. Nell'album compaiono inoltre vecchi amici di Tibet, come Balance e la violinista Julie Wood, che collaborò con il gruppo anche negli anni successivi.
Nel 1994 uscì l'album Of Ruine or Some Blazing Starre,  nel 1996 All The Pretty Little Horses: The Inmost Light, il quale presenta sonorità neofolk più oscure dei suoi due predecessori.

### I lavori del "minimalismo sonoro"
Il 1998 pubblicarono l'album Soft Black Stars, privo di sonorità folk e industriali, Tibet fa affidamento solo sulla propria voce e su un mesto e minimale "tappeto" di piano suonato da Maya Elliott. L'opera si chiude con un brano di dieci minuti di soli droni elettronici e chitarra acustica.
Nel 2000 uscì Sleep Has His House, un album dedicato al padre defunto. L'opera, nella quale compaiono solo i collaboratori più stretti di Tibet, è caratterizzata da sonorità scarne, minimali ed ermetiche; si riscontra un ritorno alle sonorità folk coadiuvate da un'atmosfera eterea e "metafisica", resa tale grazie all'uso dell'harmonium suonato da Tibet stesso.

### Gli anni duemila
Nei primi anni duemila, il gruppo pubblicò soltanto EP e qualche album minore, come Music for the Horse Hospital, Bright Yellow Moon ed Hypnagogue. Nel 2005 venne pubblicato How I Devoured Apocalypse Balloon.
Nel 2006 uscì l'album Black Ships Ate The Sky che rappresenta un ritorno alle sonorità folk dei primi anni novanta. L'album è caratterizzato da tonalità più cupe e dark e in molti casi decisamente progressive: Tibet in questo periodo riconosce in alcune interviste di essere stato influenzato dagli Emerson, Lake & Palmer e dagli Yes. A quest'opera, che ha una durata di quasi un'ora e venti minuti, presero parte diversi artisti che proposero la loro versione di Idumea, una canzone che ritornerà otto volte lungo tutta la durata dell'album e che dal vivo, al loro concerto londinese alla Queen Elizabeth Hall (2008), verrà affidata a Marc Almond ed Ernesto Tomasini.
Tre anni dopo il gruppo mutò ulteriormente pubblicando Aleph at Hallucinatory Mountain, disco caratterizzato da sonorità rock già incontrate nell'EP Lucifer over London, da cui differenzia per sonorità stoner rock, ed è arricchito dall'elettronica di Stapleton (ormai da venticinque anni accanto a Tibet). L'ultima apparizione dal vivo dei Current 93 in questo decennio avvenne nell'ottobre 2009 al PRE Final Fest di Roma.
Nel 2010 e nel 2011 il gruppo diede alle stampe due album che non incontrarono un omogeneo consenso di critica e pubblico. Il recente The Light Is Leaving Us All ritorna alle classiche sonorità neo-folk.

## Ideologia
L'ideologia di David Tibet non ha mai avuto un preciso riferimento: nel corso della sua discografia si trovano diverse correnti di pensiero, da quelle esoteriche con richiami alle dottrine crowleyane o ai racconti di Lautréamont, alla dottrina cristiana, fino a quella buddhista e induista.
Ciò è da attribuire ai viaggi compiuti durante la sua vita, Tibet nacque in Malaysia e si trasferì in Inghilterra all'età di tredici anni, e di conseguenza agli incontri avvenuti con gli artisti più svariati (Genesis Breyer P-Orridge, Douglas P., ecc). La sua visione della realtà è molto complessa e ben inquadrabile nel contesto visionario dell’Apocalisse Cristiana.
L'intero iter artistico dei Current 93 rappresenta un viaggio nei meandri della vita interiore di Tibet, attraverso l'evolversi delle sue convinzioni riguardo alla vita, alla morte, al senso dell'esistenza dell'uomo su questo mondo. Tibet si è gettato in sistemi di pensiero sempre nuovi, in visioni dell'esistenza che potessero giustificare il dolore sulla terra e la morte. Di conseguenza, le ideologie da cui Tibet trae ispirazione non sono da intendere in senso convenzionale: Tibet riesce a far sua la dottrina fino ad inglobarla e a trasformarla drasticamente in qualcosa di nuovo e vicino al suo modo di concepire la vita.

## Discografia

### Album in studio
- 1984 - Nature Unveiled (riedito su CD nel 1992)
- 1984 - Dogs Blood Rising (riedito su CD nel 1988 e nel 1995)
- 1986 - In Menstrual Night (riedito su CD nel 1994)
- 1987 - Dawn (riedito su CD nel 1994)
- 1987 - Imperium (riedito su CD nel 2001)
- 1988 - Christ and the Pale Queens Mighty in Sorrow (riedito su CD nel 1994)
- 1988 - Swastikas for Noddy (riedito su CD come Swastikas for Goddy, 1993)
- 1988 - Earth Covers Earth (riedito su CD nel 1992)
- 1989 - Crooked Crosses for the Nodding God
- 1990 - Looney Runes
- 1990 - Horse (riedito su CD come Horsey nel 1997)
- 1991 - Island (con HÖH)
- 1992 - Thunder Perfect Mind
- 1993 - Hitler as Kalki
- 1994 - Of Ruine or Some Blazing Starre
- 1994 - The Fire of the Mind
- 1996 - All The Pretty Little Horses: The Inmost Light
- 1998 - Soft Black Stars (riedito su CD nel 2005)
- 1999 - Misery Farm
- 2000 - Sleep Has His House
- 2000 - Faust
- 2001 - The Great in the Small
- 2003 - A Little Menstrual Night Music
- 2004 - Halo
- 2005 - Hypnagogue/Hypnagogue II
- 2006 - Black Ships Ate the Sky
- 2009 - Aleph at Hallucinatory Mountain
- 2009 - Monohallucinatory Mountain
- 2010 - ϪⲰ Haunted Waves, Moving Graves ⲈⲰ
- 2010 - Baalstorm, Sing Omega
- 2011 - Honeysuckle Æons
- 2014 - I Am The Last Of All The Field That Fell
- 2015 - The Moons at Your Door
- 2018 - The Light Is Leaving Us All
- 2019 - Invocations Of Almost
- 2020 - If A Star Turns Into Ashes
- 2022 - If A City Is Set Upon A Hill
- 2024 - Sketches of my nightmares and dreams occurring

### Compilation
- 1993 - Emblems: The Menstrual Years
- 2004 - SixSixSix: SickSickSick
- 2005 - Judas as Black Moth (Hallucinatory Patripassianist Song)

### Live
- 1985 - Live at Bar Maldoror
- 1991 - As the World Disappears
- 1999 - All Dolled Up Like Christ
- 2005 - How I Devoured Apocalypse Balloon[21]
- 2007 - Birdsong in The Empire (registrato a Toronto, Canada, 2005)
- 2008 - Birth Canal Blues (registrato in Europa nel 2008)
- 2012 - And When Rome Falls

### EP
- 1984 - Nightmare Culture
- 1987 - Crowley Mass
- 1989 - ????! (feat. Nurse With Wound)
- 1990 - 1888 (feat. Death in June)
- 1994 - Lucifer over London
- 1994 - Tamlin
- 1994 - The Fire of the Mind
- 1995 - Where the Long Shadows Fall (Beforetheinmostlight)
- 1996 - The Starres Are Marching Sadly Home (TheInMostLight ThirdAndFinal)
- 2001 - Purtle (feat. Nurse With Wound)
- 2003 - Hypnagogue
- 2003 - The Seahorse Rears to Oblivion
- 2003 - Live at St. Olave's Church (feat. Anohni)
- 2008 - Birth Canal Blues
- 2008 - Black Ships Heat the Dancefloor
- 2010 - Bloodletting (feat. Skitliv)
- 2014 - Channel
- 2020 - Niemandswasser
- 2021 - Long Shadow Falls
- 2021 - Why Can’t We All Just Walk Away?

### Singoli
- 1984 - LAShTAL
- 1984 - No Hiding From the Blackbird / The Burial of the Sardine
- 1987 - Ekki er allt gull, sem gloir... Skamt er öfganna á milli
- 1988 - Faith's Favourites (feat. Nurse with Wound)
- 1988 - The Red Face of God
- 1989 - Rome / Hourglass for Diana / Fields of Rape
- 1989 - She Is Dead and All Fall Down / God Has Three Faces and Wood Has No Name
- 1990 - American Society / The Whale Song / Broken Birds (feat. Randy California)
- 1996 - When the May Rain Comes
- 1999 - Misery Farm
- 2000 - I Have a Special Plan for This World
- 2000 - Immortal Bird / Cripple and the Starfish (feat. Anohni)
- 2003 - Calling for Vanished Faces / Virgin Mary (feat. Anohni)
- 2004 - The Courtyard / Jerusalem
- 2004 - Time of the Last Persecution / Black Flowers, Please
- 2004 - The Folklore of the Moon
- 2005 - Moonbird
- 2005 - The Dream of the Green Goddess
- 2005 - ⲚⲦⲚⲀⲨ ⲚϨⲰⲦⲠ ⲘⲠⲢⲎ ⲀϨⲈⲚⲈϪⲎⲨ ⲈⲨⲔⲎⲘ ⲞⲨⲈⲘ ⲦⲠⲈ
- 2006 - Black Ships Ate the Sky Tour Single
- 2007 - Black Ship in the Underworld
- 2012 - Passenger "Aleph" in Name
- 2013 - I Arose as Aleph, the Speller, the Killer
- 2017 - SunFlower / Christmas With the Channellers
- 2018 - Bright Dead Star
- 2021 - Soft As the Sun
- 2022 - If a City

### Altro
| Anno | Titolo                                                            | Supporto e annotazioni                                                                                                  |
| ---- | ----------------------------------------------------------------- | --- |
| 1983 | Mi-Mort                                                           | cassette split con Nurse with Wound                                                                                     |
| 1984 | No Hiding from the Blackbird                                      | 7" split con Nurse with Wound                                                                                           |
| 1985 | Nightmare Culture                                                 | EP split con Sickness of Snakes (Coil/Boyd Rice)                                                                        |
| 1986 | NL Centrum-Amsterdam                                              | live cassette split con Nurse with Wound                                                                                |
| 1987 | Crowleymass (con HÖH)                                             | 12"/CDS (reissued in 1997)                                                                                              |
| 1988 | The Red Face of God                                               | 12" (riedito su CD con above, 1994)                                                                                     |
| 1988 | Faith's Favourites                                                | 12" split con Nurse with Wound                                                                                          |
| 1989 | Rome/Hourglass for Diana/Fields of Rape                           | 7" (live) |
| 1989 | She Is Dead and All Fall Down                                     | limited edition 7" |
| 1990 | 1888                                                              | split EP con Death In June                                                                                              |
| 1992 | Current 93/Death In June/Sol Invictus (live)                      | Recorded in Francoforte sul Meno, Germania, 1991. Originally a bootleg called Day of Dawn, officially riedito su CD.    |
| 1994 | Tamlin                                                            | 12" (ltd. 2000)/CDS (ltd. 3000)                                                                                         |
| 1995 | Where The Long Shadows Fall (Beforetheinmostlight)                | 12"/CDS |
| 1996 | The Starres Are Marching Sadly Home (Theinmostlightthirdandfinal) | 12"/CDS |
| 1996 | Untitled, a.k.a. Seven Seals                                      | CD-EP con Tiny Tim, Nurse with Wound and Nature and Organization                                                        |
| 1997 | In a Foreign Town, in a Foreign Land                              | limited CD, accompanied Thomas Ligotti book of same name                                                                |
| 1998 | A Gothic Love Song                                                | 12"/CDs |
| 1999 | Calling for Vanished Faces                                        | 2xCD retrospective |
| 1999 | An Introduction to Suffering                                      | Current 93/Michael Cashmore/Christoph Heemann LP/CD                                                                     |
| 2000 | I Have a Special Plan for This World                              | 12"/CD, Thomas Ligotti prose poem read by Tibet, treated by Current 93                                                  |
| 2001 | Cats Drunk on Copper                                              | CD (Live at the Union Chapel, London, May 3 1997)                                                                       |
| 2001 | Bright Yellow Moon                                                | 2x12"/CD Current 93/Nurse with Wound                                                                                    |
| 2001 | Purtle                                                            | CD Split con Nurse with Wound                                                                                           |
| 2001 | This Degenerate Little Town                                       | CD con Thomas Ligotti                                                                                                   |
| 2002 | The Seahorse Rears to Oblivion                                    | 12"/CD |
| 2002 | Music for the Horse Hospital                                      | 2xCD Current 93/Nurse with Wound                                                                                        |
| 2003 | Calling For Vanished Faces/Virgin Mary                            | 7" split con Antony and the Johnsons; UK PanDurtro 008                                                                  |
| 2003 | Live at St. Olave's                                               | CD EP split con Antony and the Johnsons; UK PanDurtro 007                                                               |
| 2005 | ⲛⲧⲛⲁⲩ ⲛϩⲱⲧⲡ ⲙⲡⲣⲏ ⲁϩⲉⲛⲉϫⲏⲩ ⲉⲩⲕⲏⲙ ⲟⲩⲉⲙ ⲧⲡⲉ                          | CDS (promo for Black Ships Ate the Sky; the Coptic title reads "At Sunset Black Ships Ate The Sky")                     |
| 2005 | How He Loved The Moon (Moonsongs For Jhonn Balance)               | 2xCD/2xLP (ltd. 1200)/2xLP+7" (ltd. 200), a remixed version of In Menstrual Night                                       |
| 2006 | Inerrant Rays of Infallible Sun (Blackship Shrinebuilder)         | Split 10" con Om |
| 2006 | Black Ships Eat the Sky                                           | CD - Alternate mixes |
| 2007 | The Inmost Light                                                  | 3xCD/2xLP reissue of Where The Long Shadows Fall, All the Pretty Little Horses, and The Starres Are Marching Sadly Home |
| 2008 | Black Ships Heat the Dancefloor                                   | Blue 12" single/DualDisc, remixes by JG Thirlwell and Matmos                                                            |

## Formazione
David Tibet è stato il solo componente fisso e molti musicisti come Steven Stapleton che è apparso in quasi tutti i lavori del gruppo sin dagli inizi della carriera sia nel ruolo di produttore che come curatore della componente elettronica; Rose McDowall, Joolie Wood, John Contreras, Baby Dee e John Balance dei Coil, hanno partecipato ai vari album; il chitarrista Michael Cashmore il quale offrì il suo contributo a cominciare dagli album folk degli anni novanta; Douglas P. dei Death In June presente, generalmente nel ruolo di chitarrista, nelle opere del gruppo di fine anni ottanta.
Tra i collaboratori estemporanei ed ospiti: Nick Cave, Will Oldham, Björk, Antony Hegarty (che debuttò discograficamente proprio grazie all'etichetta di Tibet, la Durtro), James Blackshaw, Hilmar Örn Hilmarsson, Shirley Collins, Andrew W.K., Ben Chasny dei Six Organs of Admittance, Tiny Tim, Colin Potter, Tony Wakeford dei Sol Invictus, Steve Ignorant dei Crass (che usò l'appellativo Stephen Intelligent), Marc Almond, Cosey Fanni Tutti, Ian Read dei Fire + Ice, Boyd Rice, gli studiosi Freya Aswynn e Thomas Ligotti.